# World Music Award
World Music Award – nagroda muzyczna przyznawana od 1989 roku artystom muzycznym z całego świata, za największą liczbę sprzedanych płyt. Nagrody przyznawane są przez International Federation of the Phonographic Industry (IFPI).

## 2006
Zwycięzcy:
- Michael Jackson – Diamond Award
- Beyoncé – World's Best-Selling R&B Artist Award
- Nelly Furtado – World's Best-Selling Pop/Rock Artist Award
- Madonna – World's Best-Selling Pop Artist Award
- Nickelback – World's Best-Selling Rock Artist Award
- Kanye West – World's Best-Selling Rap/Hip Hop Artist Award
- Bob Sinclar – World's Best DJ Award
- Andrea Bocelli – World's Best-Selling Classical Artist Award
- Shakira – World's Best-Selling Latin Artist Award
- James Blunt – World's Best-Selling New Artist Award
- Andrea Bocelli – Best-Selling Italian Artist Award
- Dima Bilan – Best-Selling Russian Artist Award
- James Blunt – Best Selling U.K. Artist Award
- Madonna – Best Selling U.S. Artist Award
- Elissa – Best-Selling Arabic Artist Award
- Enya – Best-Selling Irish Artist Award
- Tokio Hotel – Best-Selling German Artist Award
- Katie Melua – Best-Selling British Artist Award
- Jay Chou – Best-Selling Chinese Artist Award
- Rihanna – Best-Selling Barbadian Artist Award

## 2007
Zwycięzcy:
- Céline Dion – Legend Award for Outstanding Contribution to Music
- Patti LaBelle – Legend Award for Outstanding Contribution to R&B
- Rihanna – World's Best-Selling Pop Female Artist
- Shaggy – Entertainer of the Year
- Shaggy – World’s Best-Selling R&B Male Artist
- Avril Lavigne – World's Best-Selling Pop/Rock Female Artist
- Mika – World's Best-Selling Pop/Rock Male Artist
- Linkin Park – World's Best-Selling Rock Group
- Akon – World's Best-Selling R&B/Soul Artist
- 50 Cent – World's Best-Selling Rap/Hip Hop Artist
- Mana – World's Best-Selling Latin Artist
- David Guetta – World's Best-Selling DJ
- Mika – World's Best-Selling New Artist
- Justin Timberlake – Best Selling U.S. Artist Award
- Mika – Best Selling U.K. Artist Award
- Cascada – Best-Selling German Artist Award
- Avril Lavigne – Best Selling Canadian Artist Award
- Silverhair – Best Selling Australia Artist Award
- Akon – Best Selling Africa Artist Award
- Silver – Best Selling Russian Artist Award
- Laura Pausini – Best Selling Italian Artist Award
- U2 – Best Selling Irish Artist Award
- Nightwish – Best Selling Scandanavian Artist Award
- Miguel Bose – Best Selling Spanish Award
- Jay Chou – Best Selling Chinese Artist Award
- Within Temptation – Best Selling Dutch Artist Award
- Amr Diab – Best Selling Middle Eastern Artist Award

## 2008
Zwycięzcy:
- Basshunter – World’s Best Selling Swedish Artist[1]

## Specjalne nagrody
Legend awards – nagroda przyznawana co roku artyście za specjalne zasługi. Do ich laureatów należą:
Tina Turner, Michael Jackson, Whitney Houston, Mariah Carey, Elton John, Stevie Wonder, Modern Talking, Ace of Base, Diana Ross, Julio Iglesias, Tina Cousins, Rod Stewart, Lionel Richie, Ray Charles, Cher, Plácido Domingo, Luciano Pavarotti, Destiny's Child, Prince, Janet Jackson, Carlos Santana, Chaka Khan, Destiny's Child, Cliff Richard, Bee Gees, Deep Purple, Gloria Gaynor, Tony Bennett, Patti LaBelle czy Céline Dion.
Diamond awards – nagroda przyznawana artyście za liczbę sprzedanych płyt w ciągu kilkunastu lat:
- 2001: Rod Stewart
- 2003: Mariah Carey
- 2004: Céline Dion
- 2005: Bon Jovi
- 2006: Michael Jackson
- 2013: Justin Bieber
- 2017: Justin Bieber

Milenium awards – nagroda przyznana w 2000 roku, artyście milenium:
- 2000: Michael Jackson
- 2000: Mariah Carey